# Heinz Helbig
Heinz Helbig född 14 maj 1902 i Klosterneuburg, Niederösterreich, var en österrikisk regissör och manusförfattare. 

## Regi i urval
- 1938 – Geld fällt vom Himmel
- 1937 - Monika
- 1936 - Seine Tochter ist der Peter